# Damagaram Takaya (Departement)
Damagaram Takaya ist ein Departement in der Region Zinder in Niger.

## Geographie

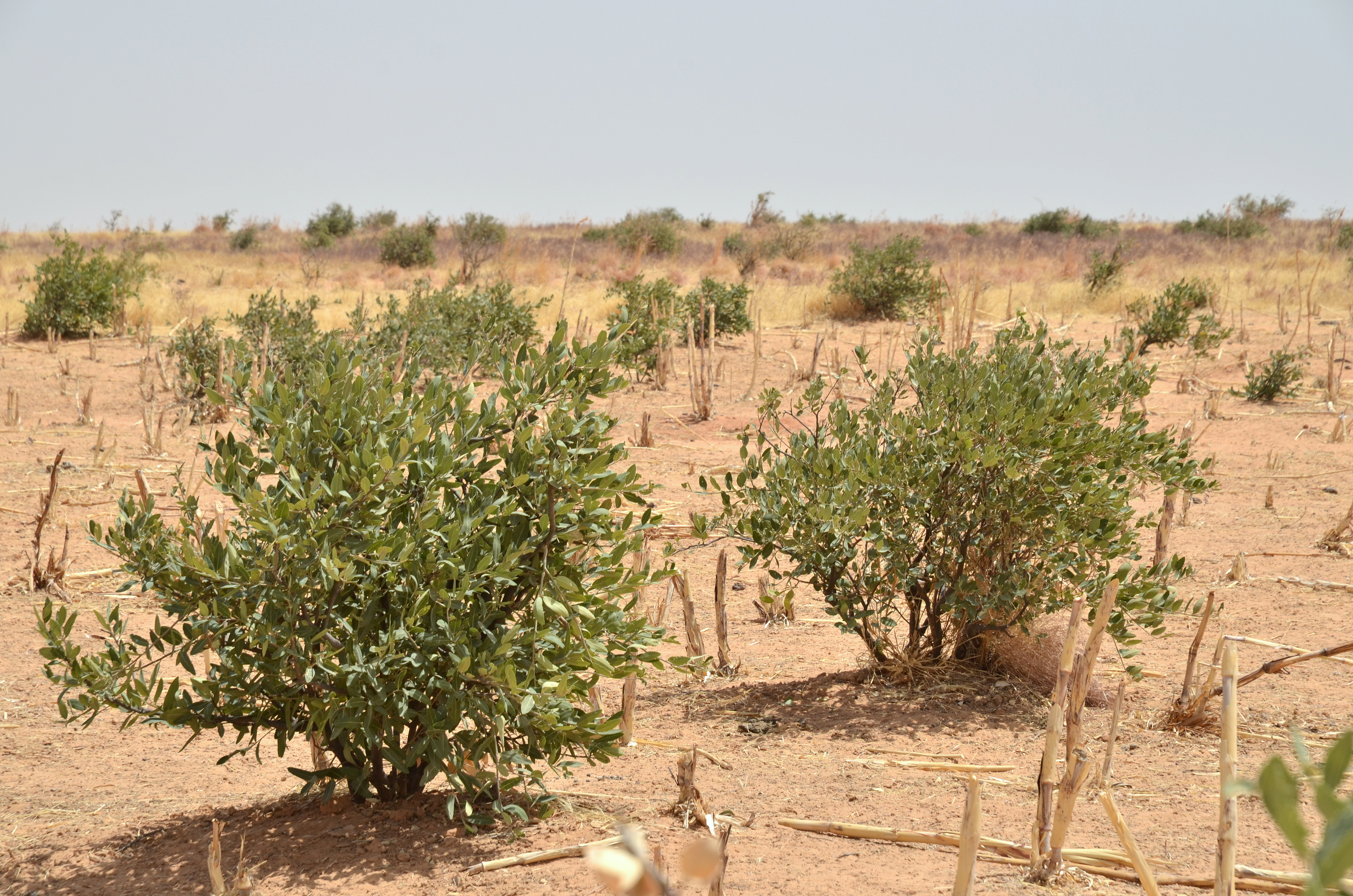
Boscia-senegalensis-Büsche in einem Hirsefeld im Departement Damagaram Takaya

Das Departement liegt im Süden des Landes. Es besteht aus den Landgemeinden Albarkaram, Damagaram Takaya, Guidimouni, Mazamni, Moa und Wamé. Der namensgebende Hauptort des Departements ist Damagaram Takaya.

## Geschichte
Das Departement geht auf den Verwaltungsposten (poste administratif) von Damagaram Takaya zurück, der 1964 eingerichtet wurde. 2011 wurde der Verwaltungsposten aus dem Departement Mirriah herausgelöst und zum Departement Damagaram Takaya erhoben.

## Bevölkerung
Das Departement Damagaram Takaya hat gemäß der Volkszählung 2012 119.790 Einwohner. Von 2001 bis 2012 stieg die Einwohnerzahl jährlich durchschnittlich um 4,7 % (landesweit: 3,9 %).

## Verwaltung
An der Spitze des Departements steht ein Präfekt (französisch: préfet), der vom Ministerrat auf Vorschlag des Innenministers ernannt wird.
| Amtszeit                     | Name                     |
| ---------------------------- | ------------------------ |
| 29. Feb. 2012 – 4. Dez. 2013 | Jando Rhechy Agalher     |
| 4. Dez. 2013 – 29. Jul. 2016 | Bouzou Madi              |
| 29. Jul. 2016 – 8. Nov. 2021 | Ousmane Magagi           |
| 8. Nov. 2021 – 24. Aug. 2023 | Sahirou Abou Maman Nouri |
| seit 24. Aug. 2023           | Adamou Bawa              |